# Партисипативна економіка
Партисипативна економіка (англ. participatory economics, більш відомий термін Parecon) — економічна модель, запропонована редактором  антиглобалістського порталу ZMag  Майклом Альбертом на підтвердження головного антиглобалістського гасла: «Інший світ можливий».
Основу партисипативної економіки становлять чотири якості: солідарність, різноманітність, справедливість і самоврядування. У сучасному суспільстві розрізняються три класи: робітники, власники, і «координатори», тобто менеджери. Майкл Альберт вважає, що вирішальною невдачею країн радянського соціалізму була поява класу «координаторів», котрі відняли знаряддя виробництва та права прийняття рішень у трудящих. З метою змінити ситуацію він пропонує ліквідувати не тільки приватну власність, але і будь-які форми «координації». Всі питання в партисипативній економіці повинні вирішуватися самоврядуванням — тобто радами всіх зацікавлених людей, і виробників, і споживачів.
Щоб усунути інші види нерівності — особливо, нерівність привілеїв між кваліфікованими і некваліфікованими трудящими — Майкл Альберт пропонує встановити рівний розподіл особистих витрат сил на приємну і неприємну роботи, наприклад, хірург повинен також кілька годин на день мити підлоги. Розподіл має ґрунтуватися на відносних «рейтингах» того, яке співвідношення приємної і неприємної роботи. Він також пропонує встановити винагороду, пропорційну вкладеним у працю «зусиллям та жертвам».

## Ресурси Інтернету
- Participatory Economics [Архівовано 7 грудня 2016 у Wayback Machine.]
- Parecon [Архівовано 4 грудня 2016 у Wayback Machine.]
- Vancouver Participatory Economics Collective [Архівовано 6 серпня 2011 у Wayback Machine.]
- Old Market Autonomous Zone (Winnipeg) [Архівовано 16 травня 2014 у Wayback Machine.]
- Participatory Economy and Inclusive Democracy - A critique
- Nonsense on Stilts: Michael Albert's Parecon - A critique
- Audio material regarding Participatory Economics
- CAPES – Chicago Area Participatory Economics Society

Відео
- Cartoon introduction to participatory economics (YouTube video) [Архівовано 23 червня 2014 у Wayback Machine.] 7:16 mns, by Jason Mitchell
- Michael Albert in Alternative Economy Cultures [Архівовано 18 квітня 2014 у Wayback Machine.] Helsinki, Finland, 3 April 2009